# 柳比米夫卡 (瓦西里夫卡區)
柳比米夫卡（烏克蘭語：Любимівка），是烏克蘭東南部扎波羅熱州瓦西里夫卡區罗兹多尔市镇内的村落。始建於1921年，面積3.99平方公里，海拔高度87米，人口350，人口密度每平方公里307人。